# Satrapia de Líbia
La satrapia de Líbia (Putāyā) foun una entitat administrativa de la Pèrsia aquemènida. Depenia de la gran satrapia d'Egipte.
Líbia no fou conquerida inicialment quan Cambises II de Pèrsia va sotmetre Egipte sinó que ho fou en temps de Darios I el Gran, vers el 512 aC (vers el 515 aC es va imposar el vassallatge a Cirene), encara que posteriorment devia gaudir de períodes de virtual independència, però va restar sota sobirania persa, el que s'acredita perquè Alexandre el Gran va nomenar governador a Apol·loni el 331 aC cosa que indica que encara romania sota els perses en aquest any.
Segurament incloïa l'oasi de Siwah; a l'oest anava fins al golf de Sirte. El límit nord venia determinar per la mar i el sud pel desert.